# As Incríveis Aventuras de Kavalier & Clay
As Incríveis Aventuras de Kavalier & Clay (título original, em inglês,The Amazing Adventures of Kavalier and Clay) é um livro escrito por Michael Chabon e publicado em 2000 (no Brasil, em 2002), vencedor do Prêmio Pulitzer em 2001 na categoria ficção. O romance segue a vida de dois primos judeus, o artista tcheco Joe Kavalier e o roteirista nascido no Brooklyn, Sammy Clay, antes de, durante e após a Segunda Guerra Mundial. No romance, Kavalier e Clay se tornam figuras importantes na indústria de quadrinhos americanos desde seu nascimento até a Era de  Ouro. Kavalier & Clay foi publicado com "elogios quase unânimes" e tornou-se o Best Seller do New York Times, recebendo indicações para o National Book Critics Circle Award de 2000 e PEN / Faulkner para Ficção. Em 2006, Bret Easton Ellis declarou o romance "um dos três grandes livros da minha geração" e, em 2007, a The New York Review of Books chamou o romance de "A obra-prima de Chabon".
A publicação do romance foi seguida por vários projetos complementares, incluindo dois contos publicados por Chabon que consistem em material aparentemente escrito para o romance, mas não incluído: "The Return of the Amazing Cavalieri" em McSweeney's Quarterly Concern (2001), e "Breakfast in the Wreck "em The Virginia Quarterly Review (2004). Em 2004, uma coda para o romance foi publicada separadamente sob o título "A Postscript", em Zap! Pow! Bam! The Superhero: The Golden Age of Comic Books, 1938–1950. De 2004 a 2006, a Dark Horse Comics publicou duas séries de quadrinhos Escapist baseadas nas histórias de super-heróis descritas no romance, algumas das quais escritas por Chabon. Dark Horse Comics também publicou uma sequência do romance, The Escapists, escrito por Brian K. Vaughan.

## História
O romance começa em 1939 com a chegada de Josef "Joe" Kavalier, de 19 anos, como refugiado na cidade de Nova York, onde passa a morar com seu primo de 17 anos, Sammy Klayman. Com a ajuda de seu mentor, Kornblum, Joe escapa da Praga,  ocupada pelos nazistas se escondendo em um caixão. Joe deixa para trás o resto de sua família, incluindo seu irmão mais novo, Thomas. Conforme o romance se desenvolve, Joe e Sammy descobrem seus nichos criativos, um empreendedor, o outro artístico. Além de ter um interesse comum no desenho, a dupla compartilha várias conexões com o ilusionista Harry Houdini: Josef (como a lenda dos quadrinhos Jim Steranko) estudou mágica e escapologia em Praga, o que o ajudou em sua partida da Europa; Sammy é filho da Mighty Molecule, um o homem-forte de um teatro de vaudeville.

Quando Sammy descobre o talento artístico de Joe, ele consegue um emprego para Joe como ilustrador para uma empresa de produtos inovadores, a Empire Novelty. Sheldon Anapol, dono da Empire, motivado a compartilhar o recente sucesso cultural e financeiro do Superman, tenta entrar no mercado de quadrinhos nas costas criativas de Joe e Sammy. Sob o nome de "Sam Clay", Sammy começa a escrever histórias de aventura com Joe ilustrando-as, e os dois recrutam vários outros adolescentes do Brooklyn para produzir a revista Amazing Midget Radio Comics (nomeada para promover um dos produtos da empresa). A dupla é ao mesmo tempo apaixonada por sua criação, sinceramente otimista quanto a ganhar dinheiro e sempre nervosa com a opinião de seus empregadores.
A revista apresenta seu personagem, o Escapista, um super-herói anti-fascista que combina as habilidades de (entre outros) Harry Houdini, Batman, O Fantasma e O Pimpinela Escarlate; o Escapista se torna tremendamente popular, mas,mas, como o talento por trás do Superman, os roteiristas e ilustradores dos quadrinhos recebem uma parcela mínima da receita de sua editora. Joe e Sammy demoram a perceber que estão sendo explorados, pois têm interesses particulares: Joe está tentando ajudar sua família a escapar de Praga e se apaixonou pela boêmia Rosa Saks, que tem suas próprias aspirações artísticas, enquanto Sammy trabalha para encontrar sua identidade sexual e buscar progresso em sua carreira profissional e literária.
Por muitos meses depois de chegar Nova York, a motivação de Joe para ajudar sua família transparece em seu trabalho, que permanece violentamente antinazista, apesar das preocupações de seu empregador. Nesse ínterim, passa cada vez mais tempo com Rosa, aparecendo como mágico nos bar mitzvahs dos filhos de conhecidos do pai de Rosa, embora às vezes se sinta culpado por se distrair da luta pela família. Os esforços de Joe para levar sua família para os Estados Unidos culminam na obtenção de passagem para seu irmão mais novo, Thomas, no navio Arca de Miriam. Na véspera do ataque a Pearl Harbor, no entanto, parece que o navio de Thomas foi afundado por um submarino alemão. Atormentado e sem saber que Rosa está grávida de seu filho, Joe abruptamente se alista na Marinha, na esperança de lutar contra os alemães. Em vez disso, ele é enviado para uma base naval isolada na Antártica. Depois que uma chaminé defeituosa enche a base com monóxido de carbono, Joe emerge deste interlúdio como o único sobrevivente de sua estação. Ao voltar para Nova York, tem vergonha de mostrar o rosto novamente para Rosa e Sammy e evita o esperado reencontro. Sem o conhecimento de seus contatos anteriores na cidade, ele se agacha em um esconderijo no Empire State Building, com apenas um pequeno círculo de amigos mágicos cientes de seu paradeiro.
Paralelamente às experiências de Joe que levaram à entrada dos Estados Unidos na guerra, Sammy desenvolve um relacionamento romântico com a voz de rádio de O Escapista, Tracy Bacon. A boa aparência de estrela de cinema de Tracy inicialmente intimida Sammy, mas depois eles se apaixonam. Quando Tracy é escalada como O Escapista para a adaptação cinematográfica, ele convida Sammy para se mudar para Hollywood com ele, uma oferta que Clay aceita. Mais tarde, porém, quando Tracy e Sammy vão à casa de praia de um amigo com vários outros casais gays, o jantar privado é invadido pela polícia local, bem como por dois agentes do FBI fora de serviço. Todos os homens da festa são presos, exceto dois que se escondem embaixo da mesa de jantar, um dos quais é Sammy. Os agentes do FBI usam sua autoridade para abusar sexualmente de Sammy e do outro homem. Após este episódio, Sammy decide que não pode viver com a ameaça constante de ser perseguido e rompe seu relacionamento com Tracy. Quando Joe sai para lutar na guerra, Sammy se casa com Rosa e muda-se com ela para os subúrbios, onde criam seu filho Tommy no que aparentemente parece ser uma família nuclear tradicional.
Sammy e Rosa não conseguem esconder todos os seus segredos de Tommy, no entanto, que encontra Joe e começa a ter aulas particulares de magia no Empire State Building com ele por quase um ano sem o conhecimento de ninguém. Tommy é fundamental para finalmente reunir a dupla Kavalier e Clay, que rapidamente encontra um entusiasmo renovado em seus empreendimentos cômicos. Joe se muda para a casa de Sammy e Rosa e começa a reacender seu amor por Rosa. Pouco depois, a homossexualidade de Sammy é revelada na televisão pública quando ele fala na Subcomissão do Senado para a Delinquência Juvenil, que está investigando as alegações de efeitos perniciosos dos quadrinhos sobre as crianças. Isso complica ainda mais as tentativas de Rosa, Sammy e Joe de reconstituir uma família. No final, Sammy planeja se mudar para Los Angeles, apesar das tentativas de Joe e Rosa de dissuadi-lo, incluindo Joe revelando que comprou a Empire Comics. Na manhã seguinte, eles descobrem que Sammy se foi.

Muitos eventos do romance são baseados na vida de criadores de quadrinhos reais, incluindo Jack Kirby (a quem o livro é dedicado no posfácio), Bob Kane, Stan Lee, Jerry Siegel, Joe Shuster, Joe Simon, Will Eisner e Jim Steranko. Outras figuras históricas desempenham papéis menores, incluindo Salvador Dalí, Al Smith, Orson Welles e Fredric Wertham. O período de tempo do romance espelha aproximadamente o da própria Era de Ouro dos quadrinhos americanos, começando logo após a estreia de Superman e concluindo com as audiências no Senado de Kefauver, dois eventos frequentemente usados para demarcar a era.

## Personagens
- Josef "Joe" Kavalier - Um dos personagens do título - um refugiado judeu de Praga de 19 anos.
- Sammy Klayman, também conhecido como Sam Clay - O outro personagem-título - o primo americano de 17 anos de Joe Kavalier.
- Rosa Saks - Uma artista boêmia que se torna o interesse amoroso de Joe e mais tarde esposa de Sam.
- Tracy Bacon - Um belo ator que interpreta o Escapista e ajuda Sam a aceitar sua identidade sexual. Ele ajuda a aumentar o tema do escapismo e ajuda Sammy a escapar metaforicamente de seu corpo.
- Sheldon Anapol - O proprietário da Empire Comics, a empresa para a qual Sam e Joe trabalham.
- George Deasey - editor-chefe da Empire Comics.
- O Escapista - super-herói de quadrinhos e ideia de Kavalier & Clay. Incorpora os desejos dos primos.
- Luna Moth - a principal personagem feminina de Kavalier & Clay. Joe veio com ela sozinho depois de conhecer Rosa Saks.
- 'Bernard Kornblum - o professor de ilusicionismo e escapologia de Joe Kavalier em Praga.
- Carl Ebling - Simpatizante do nazismo que faz ameaças contra a Empire Comics devido ao trabalho de Sam e Joe.
- Ethel Klayman - mãe de Sam Clay.
- Thomas Kavalier - irmão mais novo de Joe Kavalier.
- Thomas Edison Clay - filho natural de Joe Kavalier e Rosa Clay nascida Saks e enteado de Sam Clay. Disse que é filho de Sam Clay até o reaparecimento do "primo Joe".
- Longman Harkoo - O pai de Rosa Saks, sogro de Sam Clay.

## Recepção
Em uma crítica contemporânea para o The Guardian, Stephanie Merritt elogiou o livro, dizendo: "Kavalier e Clay merecem um lugar ao lado do melhor da ficção americana recente." Entertainment Weekly colocou o romance em seu final da década " de sua lista de melhores, dizendo:" Este romance de 2000 misturou quadrinhos, misticismo judaico e história americana em algo verdadeiramente incrível." Em 2019, The Amazing Adventures of Kavalier & Clay foi classificado em 57º na lista do The Guardian dos 100 melhores livros do século 21.